# Devjataev
Devjataev (Девятаев) è un film del 2021 diretto da Timur Bekmambetov e Sergej Trofimov.

## Trama
Il pilota sovietico Michail Devjataev fugge da un campo di concentramento tedesco su un aereo nemico.